# Kastriot Imeri
Kastriot Imeri (Genf, 2000. június 27. –) svájci válogatott labdarúgó, a Young Boys középpályása.

## Pályafutása

### Klubcsapatokban
Kastriot Imeri a svájci Genf városában született. Az ifjúsági pályafutását 2005-ben, a Meyrinnél kezdte. 2013-ban igazolt át a másodosztályú Servette utánpótlás-nevelő akadémiájához. 
2017-ben mutatkozott be a Servette felnőtt csapatában. Először a 2017. június 3-ai, Le Mont elleni mérkőzésen lépett pályára. Első gólját a 2018. február 24-ei, Aarau elleni találkozón szerezte. A 2018–19-es szezonban hozzájárult a klub első osztályba való feljutásához. 2020. október 26-án meghosszabbította a szerződését a svájci csapattal egészen 2023. június 30-ig.
2022. augusztus 16-án négyéves szerződést kötött a Young Boys együttesével.

### A válogatottban
Imeri a svájci U21-es válogatottal részt vett a 2021-es U21-es labdarúgó-Európa-bajnokság, ahol összesen 3 mérkőzésen lépett pályára és 1 gólt szerzett.
2021-ben debütált a svájci válogatottban. Először a 2021. november 12-ei, Olaszország elleni VB-selejtezőn, a 69. percben Renato Steffen cseréjeként lépett pályára.

## Statisztikák
2023. május 29. szerint
| Klub       | Szezon   | Osztály            | Bajnokság | Bajnokság | Kupa  | Kupa | Nemzetközi | Nemzetközi | Összesen | Összesen |
| Klub       | Szezon   | Osztály            | Meccs     | Gól       | Meccs | Gól  | Meccs      | Gól        | Meccs    | Gól      |
| ---------- | -------- | ------------------ | --------- | --------- | ----- | ---- | ---------- | ---------- | -------- | -------- |
| Servette   | 2016–17  | Challenge League   | 1         | 0         | 0     | 0    | —          | —          | 1        | 0        |
| Servette   | 2017–18  | Challenge League   | 26        | 1         | 1     | 1    | —          | —          | 27       | 2        |
| Servette   | 2018–19  | Challenge League   | 28        | 3         | 1     | 2    | —          | —          | 29       | 5        |
| Servette   | 2019–20  | Swiss Super League | 24        | 1         | 2     | 0    | —          | —          | 26       | 1        |
| Servette   | 2020–21  | Swiss Super League | 29        | 1         | 3     | 2    | 2          | 0          | 34       | 3        |
| Servette   | 2021–22  | Swiss Super League | 26        | 11        | 2     | 1    | 1          | 0          | 29       | 12       |
| Servette   | Összesen | Összesen           | 134       | 17        | 9     | 6    | 3          | 0          | 146      | 23       |
| Young Boys | 2022–23  | Swiss Super League | 27        | 5         | 4     | 1    | 1          | 0          | 32       | 6        |
| Összesen   | Összesen | Összesen           | 161       | 22        | 13    | 7    | 4          | 0          | 178      | 29       |

### A válogatottban
| Válogatott | Év       | Pályára lépés | Gól |
| ---------- | -------- | ------------- | --- |
| Svájc      | 2021     | 1             | 0   |
| Összesen   | Összesen | 1             | 0   |

## Sikerei, díjai
Servette
- Challenge League
  - Feljutó: 2018–19

Young Boys
- Swiss Super League
  - Bajnok (1): 2022–23

- Svájci Kupa
  - Győztes (1): 2022–23